# Paleorhinus

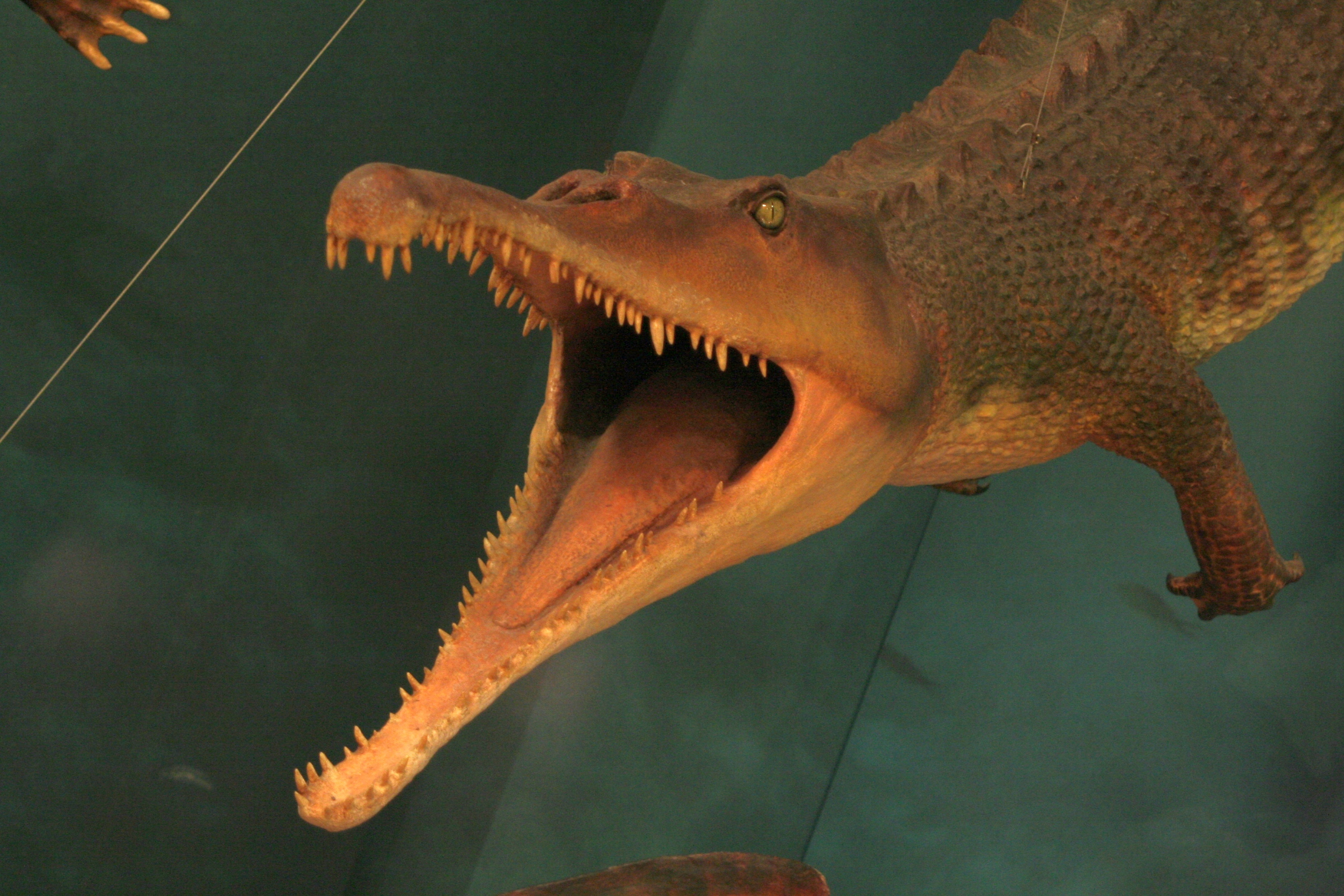
Rekonstrukcja w Muzeum Ewolucji PAN w Warszawie

Paleorhinus – rodzaj niewielkiego fitozaura żyjącego w karniku na obecnych terenach Ameryki Północnej i być może Europy oraz Afryki Północnej. Nozdrza były daleko cofnięte i położone na wzgórku kostnym przed oczami. Grzbiet, boki i ogon pokrywały duże łuski. Paleorhinus prowadził półwodny tryb życia, żywił się głównie rybami i innymi niewielkimi zwierzętami. Gatunkiem typowym rodzaju jest opisany w 1904 roku przez Samuela Wendella Willistona północnoamerykański Paleorhinus bransoni. Oprócz niego do rodzaju Paleorhinus tradycyjnie zaliczane są również gatunki P. neukami, P. ehlersi, P. sawini, P. broilii, P. fraasi i P. scurriensis. Jednak z analizy kladystycznej Stocker (2010) wynika, że rodzaj Paleorhinus obejmujący wszystkie te gatunki byłby parafiletyczny; według tej analizy gatunki „Paleorhinus” sawini, P. bransoni i „P.” scurriensis były sukcesywnie bardziej odległymi grupami zewnętrznymi w stosunku do kladu obejmującego wszystkie pozostałe fitozaury. Stocker (2013) przeniosła gatunek „P.” scurriensis do odrębnego rodzaju Wannia. Do Paleorhinus zaliczany bywa także P. magnoculus (przez Longa i Murry'ego przeniesiony w 1995 roku do odrębnego rodzaju Arganarhinus), jednak Fara i Hungerbühler stwierdzili, że odkryty w Maroku holotyp tego gatunku jest osobnikiem młodocianym, na co wskazują stosunkowo małe rozmiary, duże oczodoły i krótki pysk. Zdaniem autorów okaz ten może należeć do któregokolwiek z prymitywnych fitozaurów, a w związku z tym opisane na jego podstawie taksony – gatunek Paleorhinus magnoculus i rodzaj Arganarhinus – nie są ważne.
Analiza filogenetyczna przeprowadzona przez Kammerera i współpracowników (2016) wykazała bliskie pokrewieństwo gatunku typowego rodzaju Paleorhinus, P. bransoni z indyjskim gatunkiem Parasuchus hislopi Lydekker (1885); na tej podstawie autorzy uznali rodzaje Paleorhinus i Arganarhinus za młodsze synonimy rodzaju Parasuchus, przenosząc jednocześnie gatunki Paleorhinus bransoni i Paleorhinus magnoculus (a także Francosuchus angustifrons Kuhn, 1936) do rodzaju Parasuchus.
Paleorhinus (sensu lato) jest najmniej zaawansowanym spośród wszystkich znanych fitozaurów, na co wskazują nozdrza zewnętrzne położone przed oknem przedoczodołowym. Skamieniałości fitozaurów, które być może należały do tego rodzaju odnaleziono w Krasiejowie na Śląsku Opolskim – odkryto szczątki wielu osobników w różnych stadiach rozwoju.
Dzięki szerokiemu zasięgowi biogeograficznemu i ograniczonemu zasięgowi czasowemu Paleorhinus (sensu lato) jest istotnym elementem biostratygraficznym, służącym do porównywania wieku osadów na różnych kontynentach; Irmis i współpracownicy (2010) kwestionują jednak jego użyteczność dla badań biostratygraficznych, wskazując na prawdopodobny parafiletyzm Paleorhinus sensu lato.